# 2016年9月5日叙利亚炸弹袭击
2016年9月5日，叙利亚塔尔图斯、霍姆斯、大马士革和哈塞克等城市同时发生了自杀式炸弹袭击。一枚汽车炸弹在塔尔图斯的沿海公路上引爆，导致至少五人死亡；随后另有一起自杀式炸弹袭击在该地区聚集人群中发生。之后，又有一枚汽车炸弹在霍姆斯扎赫拉地区叙利亚军队检查站引爆，导致两名士兵死亡。一枚摩托车炸弹在哈塞克Asayish部队检查站附近引爆，导致至少五人死亡；此后不久，在首都大马士革又发生了炸弹袭击事件。